# Life (album de KRS-One)
Pour les articles homonymes, voir Life (homonymie).
Albums de KRS-One
Keep Right
(2004) Hip Hop Lives
(2007)
Life est le huitième album studio de KRS-One, sorti le 13 juin 2006.

## Liste des titres
| No  | Titre                                             | Contient un (des) sample(s) de                                               | Durée |
| --- | ------------------------------------------------- | ---------------------------------------------------------------------------- | ----- |
| 1.  | Bling Blung                                       |                                                                              | 3:33  |
| 2.  | The Way We Live (featuring Theresa Jones)         |                                                                              | 3:21  |
| 3.  | Woke Up                                           | Canción Del Mariachi (Morena De Mi Corazón) de Los Lobos et Antonio Banderas | 3:05  |
| 4.  | Mr. Percy (featuring Triune)                      |                                                                              | 4:22  |
| 5.  | F-cked Up                                         |                                                                              | 3:31  |
| 6.  | Freedom (featuring Ishues, Dax Reynosa et Triune) |                                                                              | 3:33  |
| 7.  | I'm on the Mic                                    |                                                                              | 4:05  |
| 8.  | Gimmie Da Gun (featuring Raphi)                   |                                                                              | 2:28  |
| 9.  | Life Interlude (featuring DJ Wize)                |                                                                              | 1:54  |
| 10. | I Ain't Leavin' (featuring Propaganda)            |                                                                              | 3:56  |
| 11. | Organ Break                                       |                                                                              | 1:11  |
| 12. | I Am There                                        | Porque Yo Te Amo de Sandro                                                   | 2:29  |
| 13. | Still Slippin'                                    |                                                                              | 2:26  |
| 14. | My Life                                           | Nights in White Satin des Moody Blues                                        | 3:41  |